# FK 사라예보
FK 사라예보(보스니아어: Fudbalski klub Sarajevo)는 보스니아 헤르체고비나의 축구 클럽이다. 이 클럽은 1946년 10월 24일 수도 사라예보를 연고지로 하여 만들어졌다. 이 클럽은 유고슬라비아 1부리그를 두번 우승한 가장 성공적인 보스니아계 클럽이다. 현재에는 두번의 리그 우승과 네번의 컵대회 우승 기록을 가지고 있다.

## 선수 명단

### 현역
참고: FIFA 자격 규정에 따라 소속된 국가대표팀 국기를 표시합니다. 선수는 복수의 FIFA 비회원국 국적을 가지고 있을 수 있습니다.
| 번호 | 포지션 | 국적       | 이름                  |
| ---- | ------ | ---------- | --------------------- |
| 2    | DF     | 크로아티아 | 브루노 우누시치       |
| 7    | FW     | 조지아     | 기오르기 굴리아슈빌리 |
| 10   | MF     |            | 미르자 무스타피치     |
| 18   | MF     | 크로아티아 | 도마고 파비시치       |
| 29   | MF     | 몬테네그로 | 블라단 부반자         |

| 번호 | 포지션 | 국적   | 이름                    |
| ---- | ------ | ------ | ----------------------- |
| 46   | FW     | 조지아 | 바실리오스 고르데지아니 |

## 역대 감독
| 감독            | 임기        |
| --------------- | ----------- |
| 로베르트 야르니 | 2013 ~ 2014 |
| 메호 코드로     | 2014 ~ 2015 |

## 역대 성적
- 유고슬라비아 1부 리그

우승 2회 : 1966-1967, 1984-1985
준우승 2회 : 1964-1965, 1979-1980
- 유고슬라비아 컵

준우승 2회 : 1966-1967, 1982-1983
- 보스니아 헤르체고비나 프리미어리그

우승 4회 : 1998-1999, 2006-2007, 2014-15, 2018-19
준우승 3회 : 1996-1997, 1997-1998, 2005-2006
- 보스니아 헤르체고비나 컵

우승 4회 : 1996-1997, 1997-1998, 2001-2002, 2004-2005, 2013-2014
준우승 2회 : 1998-1999, 2000-2001